# Тера Ча
Тера Ча (на испански: Tierra Llana; на галисийски: Terra Chá) е район (комарка) в Испания, част от провинция Луго на автономната област Галисия. Населението е около 42 300 души.

## Общини в района
- Абадин
- Бегонте
- Кастро де Рей
- Коспейто
- Гитирис
- Мурас
- Вилялба
- Хермаде
- Пасториса

1. ↑  www.ine.es